# كأس السوبر الألباني 2004
بطولة كأس السوبر الألباني 2004 هي النسخة الحادية عشر من بطولة كأس السوبر الألباني ، لعب يوم 17 أغسطس 2004 في الاستاد الوطني بتيرانا ، بين فريق تيرانا الفائز بالدوري وفريق بارتيزاني تيرانا الفائز بكأس ألبانيا. وقد انتهت المباراة بفوز بارتيزاني تيرانا بالمباراة بنتيجة 2–0 ليحصد لقبه الأول في تاريخ البطولة.

## التفاصيل
| تيرانا | 0–2 | بارتيزاني تيرانا            |
| ------ | --- | --------------------------- |
|        |     | أولموتسا 2' · بيليكباشي 25' |

| الحكام المساعدون: فاتمير إليزي بياكو الحكم الرابع: | قوانين المباراة - 90 دقيقة. - 30 دقيقة من الوقت الإضافي إذا لزم الأمر. - ركلات جزاء ترجيحية إذا استمرت النتيجة متعادلة. |